# Willie Dixon
William James Dixon (1. juli 1915 – 29. januar 1992 i Vicksburg, Mississippi) var en amerikansk blues-bassist, -sanger, -sangskriver og -pladeproducer. Han arbejdede blandt andet som producer for Chess & Checker Records i Chicago og opfattes som en af nøgleskikkelserne bag skabelsen af Chicago blues. Dette indebar blandt andet samarbejde med Chuck Berry, Muddy Waters, Howlin' Wolf, Led Zeppelin, Otis Rush, Bo Diddley, Little Walter, Sonny Boy Williamson, Koko Taylor, Little Milton, Eddie Boyd, Jimmy Witherspoon, Lowell Fulson, Willie Mabon, Memphis Slim, Washboard Sam m.fl.

## Historie
I sine pubertetsår havde han mange gnidninger med loven og besluttede sig for at tomle til Chicago. Der optog han en boksekarriere, og i 1936 vandt han titlen The Golden Gloves som sværvægter.
I 1940'erne stagnerede hans udvikling som bassist, da han modsatte sig sin værnepligt under 2. verdenskrig. Denne handling resulterede i 10 måneders fængsel. Efter krigen genforenedes han med sin Baby Doo Caston, og sammen dannede de The Big Three Trio, som senere fik Columbia Records som pladeselskab. Efter en rum tid skrev Dixon kontrakt med Chess Records som kunstner, og i 1951 blev han fuldtidsansat for selskabet. Hans forhold til dem var til tider anstrengt, skønt han var ansat helt fra 1948 til i starten af 1960'erne. 
Senere indspillede han på Bluesville Records.
Han havde diabetes og hans helbred blev derfor forværret gennem 1970'erne og 1980'erne, hvilket endte med at et ben måtte amputeres. 
Willie Dixon døde af hjertesvigt i Burbank, Californien i 1992. Han blev begravet på Burr Oak Cemetery i Alsip, Illinois.